# Noerbol Zjoemaskaliyev

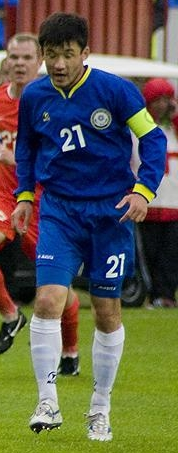
Nurbol Zhumaskaliyev (2008)

Nurbol Zhumaskaliyev, Kazachs: Нұрбол Жұмасқалиев (Oral, 11 mei 1981), is een Kazachse voetballer die als aanvallende middenvelder fungeert. Hij speelt voor FC Tobol.

## Vroege carrière
Toen hij 11 jaar was, werd Zhumaskaliyev geselecteerd voor een jeugdclub, FC Namys Almaty. Zijn eerste coach was Talgat Nurmagambetov. Zhumaskaliyev begon zijn senioren loopbaan bij FC Akzhayik en speelde voor FC Zhetysu in het volgende seizoen.

## Afketsen stap naar Europa
In 2006 leek Zhumaskaliyev naar Europa over te gaan. Na een goed seizoen bij FC Tobol speelde hij zich in de kijker van diverse Spaanse en Italiaanse clubs. De deal met Elche CF was bijna rond totdat het onverwacht afketste. Hij verlengde zijn contract bij FC Tobol. In 2008 leek hij alsnog naar Spanje te gaan maar dat was echter een fout gerucht.

## Kazachs voetbalelftal
Sinds 2001 speelt Zhumaskaliyev voor het nationale voetbalteam van Kazachstan. Hij kwam in 57 wedstrijden tot 6 doelpunten.